# جوئل بوپسو
جوئل بوپسو (انگلیسی: Joël Bopesu؛ زادهٔ ۲۵ ژانویهٔ ۱۹۹۵) بازیکن فوتبال اهل فرانسه است.